# 第二瓦西里夫卡
48°51′52″N 37°10′21″E / 48.86444°N 37.17250°E
第二瓦西里夫卡（烏克蘭語：Василівка Друга）是位於烏克蘭東部的村莊，由哈爾科夫州伊久姆區的巴爾溫科韋市鎮負責管轄。該村始建於1977年，面積2平方公里，海拔高度85米，2001年人口368。